# UCI Oceania Tour 2013
L'UCI Oceania Tour 2013 fu la nona edizione dell'UCI Oceania Tour, uno dei cinque circuiti continentali di ciclismo dell'Unione Ciclistica Internazionale. Era composto da tre corse che si svolsero tra gennaio e marzo 2013 in Australia e Nuova Zelanda.

## Calendario

### Gennaio
| Data  | Prova                     | Cat. | Vincitore    | Squadra                             |
| ----- | ------------------------- | ---- | ------------ | ----------------------------------- |
| 23-27 | New Zealand Cycle Classic | 2.2  | Nathan Earle | Huon Salmon-Genesys Wealth Advisers |

### Marzo
| Data | Prova                             | Cat. | Vincitore     | Squadra       |
| ---- | --------------------------------- | ---- | ------------- | ------------- |
| 14   | Campionati oceaniani - Cronometro | CC   | Paul Odlin    | Nuova Zelanda |
| 17   | Campionati oceaniani - In linea   | CC   | Cameron Meyer | Australia     |

## Classifiche
Risultati finali.
| Pos. | Corridore          | Squadra       | Punti |
| ---- | ------------------ | ------------- | ----- |
| 1    | Damien Howson      | UniSA         | 86    |
| 2    | Nathan Earle       | Huon Salmon   | 68    |
| 3    | Benjamin Dyball    | Huon Salmon   | 64    |
| 4    | Neil Van Der Ploeg | Search2retain | 54    |
| 5    | Jack Anderson      | Budget Fork.  | 44    |
| 6    | Adam Phelan        | Drapac        | 31    |
| 7    | William Walker     | Drapac        | 30    |
| 8    | Joseph Cooper      | Huon Salmon   | 28    |
| 9    | Paul Odlin         | -             | 25    |
| 10   | Michael Torckler   | Bissell       | 25    |

| Pos. | Squadra                    | Punti |
| ---- | -------------------------- | ----- |
| 1    | Huon Salmon-Genesys Wealth | 209   |
| 2    | Team Budget Forklifts      | 81    |
| 3    | Drapac Cycling             | 79    |
| 4    | Bissell Pro Cycling        | 30    |
| 5    | Bontrager Cycling Team     | 16    |
| 6    | OCBC Singapore             | 15    |
| 7    | Node 4-Giordana Racing     | 15    |
| 8    | Team NetApp-Endura         | 8     |
| 9    | Thüringer Energie Team     | 2     |
| 9    | Champion System            | 2     |

| Pos. | Nazione       | Punti |
| ---- | ------------- | ----- |
| 1    | Australia     | 1 026 |
| 2    | Nuova Zelanda | 383   |